# Киријакос Пападопулос
Киријакос Пападопулос (грч. Κυριάκος Παπαδόπουλος; Катерини, 23. фебруар 1992) грчки је фудбалер, који тренутно игра за Локомотиву из Загреба и фудбалску репрезентацију Грчке.

## Каријера
Пападопулос је поникао у локалном клубу Своронос Катеринис из Свороноса, одакле је родом. За Олимпијакос је дебитовао 2. децембра 2007. године против Атромитоса, када је постао најмлађи играч који је икада играо у грчкој Супер лиги. Такође је играо у Лиги шампиона против Реала из Мадрида и Лација и играо је на неколико мечева грчког купа.
У септембру 2008. Пападопулос је потписао нови уговор са Олимпијакосом. Дана 2. новембра 2008. Пападопулос је одиграо први меч у сезони 2008/09.
Потписао је четворогодишњи уговор у јуну 2010. са немачким Шалкеом. Пападопулос је следећег лета продужио уговор са Шалкеом до 30. јуна 2015. године.
Дана 3. августа 2014. године Пападопулос је позајмљен Бајеру из Леверкузена на годину дана. Од 7. јуна 2015. године, ставио је потпис на уговор до 2020. године са Бајером.
У лето 2016. године био је на позајмици у Лајпцигу, али због повреде одиграо је за „бикове” само једну утакмицу. У јануару 2017, Лајпциг га је позајмио Хамбургу. Дана 21. јануара Пападопулос је дебитовао за нови клуб у гостујућој утакмици против Волфсбурга (0:1). Први гол за Хамбург је постигао 3. фебруара 2017. и донео победу свом тиму у победи над Бајером од 1:0. Пападопулос је дао велики допринос опстанку Хамбурга у лиги. Брзо је постао љубимац навијача због борбености и привржености клубу. У јуну 2017. Хамбург је потписао уговор са њим до 2020. године.

## Репрезентација
Дебитовао је за А тим Грчке 2011. године. Грчка је победила репрезентацију Малте са резултатом 3:1, а Пападопулос је дао гол.
Уврштен је међу 23 играча који су представљали Грчку на Европском првенству 2012.
Постигао је четири гола за репрезентацију.

### Голови за репрезентацију
| #  | Датум              | Место    | Противник | Гол | Резултат | Такмичење                                 |
| -- | ------------------ | -------- | --------- | --- | -------- | ----------------------------------------- |
| 1. | 4. јун 2011.       | Пиреј    | Малта     | 2:0 | 3:1      | Квалификације за Европско првенство 2012. |
| 2. | 6. септембар 2011. | Рига     | Летонија  | 1:1 | 1:1      | Квалификације за Европско првенство 2012. |
| 3. | 31. мај 2012.      | Куфштајн | Јерменија | 0:1 | 0:1      | Пријатељска                               |
| 4. | 15. август 2012.   | Осло     | Норвешка  | 0:2 | 2:3      | Пријатељска                               |

## Трофеји
Олимпијакос
- Шампион Грчке: 2008, 2009.
- Куп Грчке: 2008, 2009.
- Суперкуп Грчке: 2007.

Шалке 04
- Куп Немачке: 2010/11.
- Суперкуп Немачке: 2011.